# Викин, Вячеслав Андреевич
Вячеслав Андреевич Викин (22.11.1941-12.06.2019) — российский инженер и учёный, директор Нововоронежской атомной станции (1991—2009).

## Биография
Родился в Воронеже 22.11.1941.
В 1966 г. окончил физический факультет Воронежского государственного университета. По распределению работал в Волго-Уральском филиале ВНИИ геофизики инженером-физиком.
С 1968 года на Нововоронежской АЭС: старший инженер-оператор, заместитель начальника смены по эксплуатации реакторной установки и оборудования первого контура, начальник смены.
В 1976—1979 годах заместитель руководителя группы советских специалистов на АЭС «Норд» в Германии. Затем — главный инженер Хмельницкой АЭС на Украине.
На протяжении 18 лет, с февраля 1991 по январь 2009 г., работал директором Нововоронежской атомной станции.
В 2001—2002 гг. под его руководством на Нововоронежской АЭС впервые в России выполнена работа по продлению проектных сроков эксплуатации энергоблоков № 3 и № 4 на 15 лет, что эквивалентно пуску двух блоков электрической мощностью 417 МВт каждый.
С 2009 года — советник директора Нововоронежской АЭС, главный инспектор Генеральной инспекции «Концерн Росэнергоатом».

## Награды и звания
Доктор технических наук.
Заслуженный энергетик Российской Федерации (27.06.1994). Награждён орденом Почета (10.08.2005).
12 июня 2008 года указом Губернатора Воронежской области заместителю Генерального директора концерна «Росэнергоатом» — директору Нововоронежской АЭС Вячеславу Андреевичу Викину присвоено звание «Почётный гражданин Воронежской области».

## Память
22 ноября 2021 года, в день восьмидесятилетия Викина В. А., на доме где он жил в г. Нововоронеже открыта мемориальная доска.

## Научные труды
- Очистка питьевой и технической воды : Учеб. пособие / В. А. Викин, А. В. Звягинцева, В. Г. Стогней; М-во образования Рос. Федерации. Воронеж. гос. техн. ун-т. — Воронеж : [Воронеж. гос. техн. ун-т], 2003 (Воронеж. гос. техн. ун-т). — 382 с. : ил., табл.; 21 см.
- Защита от коррозии теплоэнергетического оборудования : учеб. пособие / В. А. Викин, А. В. Звягинцева, В. Г. Стогней; М-во образования и науки Рос. Федерации, Воронеж. гос. техн. ун-т. — Воронеж : Воронеж. гос. техн. ун-т, 2004. — 224 с. : ил., табл.; 21 см.